# Valse bekentenis
Een valse bekentenis is een verklaring van een verdachte, dat hij of zij iets strafbaars gedaan heeft, terwijl dat niet waar is.
Omdat een bekentenis als een zeer sterk bewijs geldt, is er na een valse bekentenis een groot risico dat er een gerechtelijke dwaling volgt; dat wil zeggen, dat iemand gestraft wordt voor iets wat hij niet gedaan heeft.

## Vóórkomen van valse bekentenissen
Met name in de Verenigde Staten en in Groot-Brittannië is onderzoek gedaan naar het vóórkomen van een valse bekentenis. Onderzoeken wijzen uit dat onder de ‘juiste’ omstandigheden veel mensen, ook mensen bij wie geen stoornis bestaat, makkelijk iets bekennen wat zij niet hebben gedaan.
Volgens de Leidse rechtspsycholoog prof. dr. Peter van Koppen, verbonden aan het Nederlands Studiecentum Criminaliteit en Rechtshandhaving, kun je iedereen een misdrijf laten bekennen.
Volgens een onderzoek in IJsland bleek daar twaalf procent van de gevangenen een onterechte bekentenis te hebben afgelegd, die niet werd doorgeprikt door de rechter.
Bij een experiment lieten onderzoekers, waaronder Harald Merckelbach, hoogleraar psychologie aan de Universiteit Maastricht, studenten een taak op een PC uitvoeren. Hen werd verteld dat de computer stuk zou gaan als ze de Shift-toets zouden aanraken. Vervolgens liet men het systeem vastlopen en beschuldigde de proefpersoon ten onrechte van het aanraken van de Shift-toets. Ruim 60 procent van de studenten kon men tot het tekenen van een bekentenis brengen.
In de rechtspraktijk zijn valse bekentenissen niet zeldzaam. Bij ophefmakende zaken leggen vaak meerdere mensen een bekentenis af, zelfs als ze onmogelijk betrokken kunnen zijn. De moord op Olof Palme is door 130 mensen bekend, maar niet door de hoofdverdachte. Na de kidnapping van Charles Lindberghs zoontje in 1932 – een van de beruchtste misdrijven van die tijd – hebben in de loop der jaren zo'n 200 mensen dat misdrijf bekend, zelfs enkelen die toen nog niet waren geboren.

## Achtergronden

### Invloed van de ondervragers
Er kunnen verschillende soorten valse bekentenissen worden onderscheiden. Zo kunnen valse bekentenissen bijvoorbeeld worden ingedeeld naar de invloed die door de ondervragers is uitgeoefend:
- vrijwillige valse bekentenissen (‘voluntary false confessions’), waarbij de ondervragers geen druk uitoefenden;
- valse bekentenissen die tot stand komen door dwang of onder druk van de verhoorders of de verhooromstandigheden, ook wel afgedwongen valse bekentenissen genoemd (‘coerced-compliant false confessions’ of ‘pressured-compliant false confessions’);
- ingebeelde valse bekentenissen (‘coerced-internalized false confessions’), waarbij de ondervragers op de verdachte inpraatten tot deze zelf aan zijn of haar schuld ging geloven.

### Motieven
Een onschuldig persoon kan verschillende motieven hebben om te bekennen:
- omdat de verdachte zelf denkt schuldig te zijn,
- vanuit een ziekelijke behoefte aan aandacht of sensatiezucht,
- door een schuldgevoel,
- om de werkelijke dader in bescherming te nemen,
- omdat men erop vertrouwt dat de waarheid toch wel (tijdig) aan het licht komt,
- om bepaalde voordelen te verkrijgen, zoals het beëindigen van de ondervraging, contact met familie, strafvermindering.

#### Ten onrechte denken schuldig te zijn
Een verdachte kan ten onrechte zelf gaan geloven schuldig te zijn. Dat kan gebeuren onder invloed van:
- onvermogen om fantasie en werkelijkheid te scheiden,
- indringende beschuldigingen van de ondervragers,
- psychiatrische problematiek, waanbeelden,
- geheugenproblemen.

Traumatische gebeurtenissen uit het verleden, gebruik van medicijnen en drugs kunnen hierbij een rol spelen.
De Maastrichtse psychologen Harald Merckelbach, Tom Smeets, Maarten Peter en Marko Jelicic stelden in het septembernummer 2005 van het Maandblad Geestelijke volksgezondheid (MGv) dat mensen die lijden aan schizofrenie in dit opzicht bijzonder kwetsbaar zijn. Citaat:
Schizofreniepatiënten lijden vaak aan ernstige geheugenafwijkingen. Zo kost het hun moeite om vast te stellen of ze iets dat ze zich herinneren werkelijk hebben meegemaakt. Ook zijn velen van hen uitgesproken 'suggestibel': ze accepteren gemakkelijk misleidende informatie. Deze geheugenafwijkingen kunnen hen opbreken als ze worden verhoord door de politie - zeker als deze hen (door middel van indringende, suggestieve vragen) doelbewust van hun stuk probeert te brengen.

#### Sensatiezucht
Bij spectaculaire misdrijven melden soms mensen zich spontaan bij de politie als dader, terwijl ze niets met de zaak te maken hebben. Dit kan voortkomen uit een ziekelijke behoefte om beroemd te worden.

#### Om voordelen te verkrijgen
Een verdachte kan bekennen, terwijl hij of zij weet dat het niet waar is, om bepaalde voordelen te verkrijgen. Mogelijke doelen:
- een eind aan de ondervraging maken;
- echtgenote, kinderen, en dergelijke weer kunnen zien of spreken;
- een lagere straf krijgen, indien de verhoorders de verdachte ervan overtuigen dat deze hoe dan ook veroordeeld zal worden;
- familie of vrienden beschermen tegen vervolging.

Een niet volledig opgehelderd geval is dat van Bernard Loohuis. Hij had in de Tweede Wereldoorlog dienst genomen bij de Waffen-SS en bekende later een onwaarschijnlijke reeks gruwelijke misdaden die hij niet gepleegd had, maar zijn verhoorders prikten door zijn verhalen heen. Loohuis erkende toen dat deze pure fantasie was. Hij werd in zijn proces gekarakteriseerd als labiel en beïnvloedbaar. Een latere onderzoeker vermoedde dat hij het in detentie niet uit kon houden bij de verhalen van zware SS'ers en hoopte overplaatsing of eenzame opsluiting te krijgen door zijn bekentenis.

### Effect van druk
Een verhoor is over het algemeen geen pretje voor een verdachte. Als een verdachte langdurig wordt ondervraagd en zwaar onder druk wordt gezet door de ondervragers, kan een verdachte uiteindelijk besluiten maar te bekennen om 'van het gezeur af te zijn'. Ook kan de verdachte bezwijken onder de druk omdat hij (nog) onder invloed is van alcohol of drugs of op dat moment extra kwetsbaar is omdat hij lijdt aan ontwenningsverschijnselen van middelengebruik.
Vormen van druk die kunnen worden toegepast zijn onder andere:
- Langdurig ondervragen
- Op onverwachte momenten ondervragen
- Voorkomen dat de verdachte tot rust komt, of hem geen slaap gunnen
- Verdachte confronteren met gruwelijke foto's en beschrijvingen van het misdrijf
- Spreken met stemverheffing, schelden
- Bedreigingen
- Zeggen dat ontkennen zinloos is, omdat ze de schuld toch wel kunnen bewijzen
- Good cop/bad cop-methode
- Marteling.

Sommige van deze vormen van druk, zoals marteling en dreigen met geweld, zijn verboden, maar ook geoorloofde vormen van druk kunnen een valse bekentenis in de hand werken. (Zie ook Zaanse verhoormethode).
Zo schrijft advocaat-generaal Posthumus in het evaluatieonderzoek in de Schiedammer parkmoord naar aanleiding van zijn interviews met Cees B.:

Kees B. wist toen hij die antwoorden gaf dat dit niet de waarheid was. Als hij niet de wenselijke antwoorden zou geven, zouden de verhoorders net zo lang blijven vragen totdat ze de 'juiste' antwoorden kregen. Kees B. was het naar eigen zeggen helemaal zat.

Soms doet een verdachte een valse bekentenis om een einde te maken aan de verhoren in de veronderstelling dat zijn onschuld in een later stadium nog wel zal blijken.
De motieven om een valse bekentenis te doen kunnen in elkaar overlopen: Na langdurig verhoor kan een verdachte gaan twijfelen aan zichzelf en dan maar bekennen. Naderhand kan hij zich gaan realiseren dat hij zich onder druk van de ondervragers iets ingebeeld heeft.
- Ook komt in de praktijk de slinkse truc voor dat in het door de politie opgemaakt proces-verbaal van de eigen verklaring van de verdachte woorden waarmee deze eigen gedragingen beschrijft, heimelijk worden vervangen door niet geheel synonieme "gekleurde" termen die dan meteen wederrechtelijkheid impliceren en daardoor een niet door de verdachte bedoelde of gewilde "bekentenis" opleveren.

Bijvoorbeeld: daar waar de verdachte zelf verklaarde te hebben "geslagen", schrijft dan de verhorende verbalisant in het daarvan opgemaakt proces-verbaal "mishandeld", indien dit het delict betreft waarvan hij / zij wordt verdacht, ofschoon echter niet elk slaan of ander gebruik van geweld noodzakelijkerwijs een strafbaar feit oplevert. Indien de verdachte bij het ondertekenen van het proces-verbaal hierop niet bedacht is, zal dit tegen hem / haar kunnen worden gebruikt.

## Voorkómen van valse bekentenissen
Om valse bekentenissen te voorkomen kunnen de volgende maatregelen ingevoerd worden:
- beperken van de druk waaraan verdachten worden blootgesteld;
- bewustwording onder politiemensen, officieren van justitie, advocaten en rechters van de risico's;
- opnemen van de verhoren op video;
- zorgvuldig omgaan met daderwetenschap (zie hieronder).

### Video-opnamen van verhoren
Bij het maken van video-opnamen van verhoren is het belangrijk, dat ook de verhoorders in beeld worden gebracht, zodat zichtbaar is of en hoe de verdachte onder druk wordt gezet.

### Daderwetenschap
Daderwetenschap is kennis van details omtrent het misdrijf, waarvan alleen de dader op de hoogte kan zijn. Het evaluatieonderzoek in de Schiedamse parkmoord gaat uitgebreid in op de noodzaak om op deze wijze valse bekentenissen van ware bekentenissen te onderscheiden. Daarvoor is het essentieel, dat daderwetenschap niet bekendgemaakt wordt via de media of op een andere wijze de verdachte kan bereiken.
Daarbij wijst de onderzoeker Posthumus op het risico dat politiemensen onbewust daderkennis onthullen aan een verdachte, die zijn best doet de 'juiste' antwoorden te geven in de hoop dat het verhoor dan snel afgelopen zal zijn.
Het beste toetsingsmiddel voor bekentenissen is daderwetenschap van details, waarvan ook de politie nog niet op de hoogte was, bijvoorbeeld de plaats waar de dader de buit verborgen heeft.

### Georganiseerde tegenspraak
Onderzoeker Posthumus dringt erop aan dat politie en justitie zelf 'tegenspraak' organiseren. Voordat de zaak naar de rechter gaat moet iemand ervoor gaan zitten en de tegenargumenten voor de schuld van de verdachte naar voren brengen, zodat het team daar extra aandacht aan kan besteden.

### Toetsing door de rechter
Volgens artikel 341 lid 4 van het Nederlandse Wetboek van Strafvordering mag een rechter bij een schuldigverklaring niet uitsluitend afgaan op een bekentenis van de verdachte.

## Strafzaken met valse bekentenis
Bij de volgende strafzaken was sprake van (kennelijk) valse bekentenissen:
- (1981) de moord op Bart van der Laar (showbizzmoord), wellicht
- (1986) Ina Post
- (1994) Puttense moordzaak
- (1998) Arnhemse villamoord, wellicht
- (2000) Schiedammer parkmoord